# غابات النخيل
غابات النخيل غابات عراقية تقع في محافظة البصرة جنوب العراق.

## نبذة
تقع الغابات على مد البصر على ضفتي نهري دجلة والفرات ويتخللها الكثير من الانهار الفرعية، وكان يبلغ طولها تقريبا 190 كم تبدأ من شمال مدينة البصرة حتى مصب شط العرب.
يقدر عدد أشجارها بنحو سبعة ملايين نخلة سنة 1979م وبسبب الحروب وما خلفه من تلوث بيئي واهمال للزراعة تناقص العدد إلى نحو ثلاثة ملايين نخلة.